# Perkussionswaffe

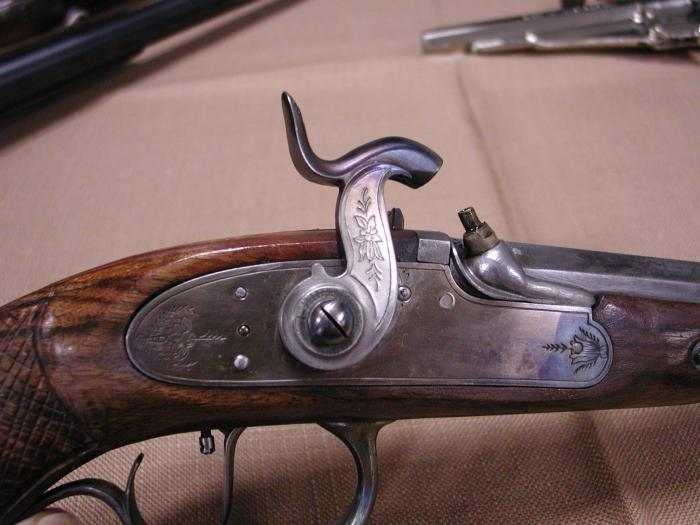
Le Page-Perkussionsschloss ohne Zündhütchen, Hahn in Laderast

Perkussionswaffen  (lat. percutere ‚schlagen‘) sind Feuerwaffen, die mit einem Perkussionsschloss versehen sind. In der historischen Entwicklung der Handfeuerwaffen lösten sie  die Steinschloss-Waffen ab und wurden ihrerseits später von den Hinterladerwaffen mit Metallpatronen abgelöst. 
Bei Perkussionswaffen wird die Treibladung über ein Zündhütchen gezündet, das auf einen so genannten Piston gesteckt wird, der seitlich am Gewehr- oder Pistolenlauf an der Laufwurzel angebracht ist. Der Piston kann rechts oder links vom Lauf angebracht sein, je nach Handhabung des Schützen, ob Rechts- oder Links-Schütze. Bei der Unterhammerpistole ist das Piston von unten in den Lauf geschraubt. Die Zündung erfolgt durch den Hahn, der bei der Unterhammerpistole vor dem Abzug sitzt. Im Vergleich mit der Steinschlosswaffe wird das Pulver schneller und sicherer gezündet. 
Erst die Erfindung des Zündhütchens und die Entwicklung des Perkussionsschlosses machte die Entwicklung moderner Revolver möglich, siehe hierzu Perkussionsrevolver.
Perkussionswaffen finden noch heute Verwendung beim Sportschießen.

## Recht

### Deutschland
Gemäß dem deutschen Waffengesetz sind alle Vorderladerrevolver, doppelläufige Perkussionsflinten und andere mehrläufige Perkussionswaffen erlaubnispflichtig. Ebenso sind alle einläufigen Einzelladerwaffen mit Zündhütchenzündung (Perkussionswaffen), deren Modell nicht vor dem 1. Januar 1871 entwickelt worden sind, erlaubnispflichtig. (Quelle: Waffengesetz (WaffG) Anlage 2 (zu § 2 Abs. 2 bis 4) Waffenliste: Punkt 1.2.1.2) Für den Besitz ist somit eine Waffenbesitzkarte erforderlich.